# Polystichum maderense
Polystichum maderense — вид рослин з родини щитникові (Dryopteridaceae), ендемік Мадейри. На ресурсі «The Plant List» таксон має статус «невирішеного».

## Поширення
Ендемік архіпелагу Мадейра (о. Мадейра).